# Treponema carateum
Espèce
Treponema carateum est une bactérie spiralée appartenant à la famille des spirochètes et au genre des tréponèmes. Elle est pathogène pour l'homme, responsable d'une tréponématose, la pinta.